# エージェー・エドゥ
エージェー・エドゥ(登録名A.J.Edu、本名Ariel John Litang Edu、2000年1月1日 - )は、フィリピンのプロバスケットボール選手。ポジションはパワーフォワード/センター。
B.LEAGUE・群馬クレインサンダーズに所属している。

## 来歴
ナイジェリア人の父とフィリピン人の母の間に生まれる。
イギリスのSGS College高校を経て、アメリカのトレド大学でNCAAなどに出場。
またフィリピン代表として、FIBA 3x3 U18ワールドカップ(2017年)、FIBA U18アジア選手権(2018年)、FIBA U19世界選手権(2019年)、FIBAワールドカップ(2023年)に出場しているが、FIBA U19世界選手権の際には右膝の前十字靱帯と半月板断裂、右大腿骨骨折などの重症を負い、以降の試合を欠場している。
それ以降も繰り返し膝の故障に遭っている。
大学卒業後、2023-24シーズンにB1の富山グラウジーズでプロキャリアを開始。
開幕当初より主力として奮闘していたが、11月に半月板損傷を負いシーズン14試合の出場に終わる。

2024-25シーズンより長崎ヴェルカに加入した。
2025-26シーズンより群馬クレインサンダーズに加入した。

## 個人成績
| シーズン     | チーム     | GP | GS | MPG   | FG%  | 3P%  | FT%  | RPG | APG | SPG | BPG | TO  | PPG  |
| ------------ | ---------- | -- | -- | ----- | ---- | ---- | ---- | --- | --- | --- | --- | --- | ---- |
| NCAA 2018-19 | トレド大学 | 33 | 1  | 14.3  | .387 | .182 | .750 | 3.9 | 0.7 | 0.3 | 1.7 | 1.2 | 3.6  |
| NCAA 2020-21 | トレド大学 | 2  | 2  | 23.5  | .143 | .000 | .000 | 7.0 | 0.5 | 0.0 | 2.0 | 0.5 | 1.0  |
| NCAA 2021-22 | トレド大学 | 2  | 0  | 2.5   | .000 | .000 | .250 | 0.5 | 0.0 | 0.5 | 0.0 | 0.5 | 0.5  |
| NCAA 2022-23 | トレド大学 | 35 | 0  | 12.2  | .492 | .000 | .712 | 2.9 | 0.3 | 0.2 | 0.8 | 0.4 | 2.8  |
| B1 2023-24   | 富山       | 14 | 12 | 29:13 | .507 | .258 | .676 | 8.9 | 1.4 | 1.0 | 0.7 | 1.4 | 13.1 |
| B1 2024-25   | 長崎       | 59 | 51 | 22:20 | .516 | .200 | .657 | 6.0 | 1.0 | 1.0 | 1.4 | 0.9 | 5.6  |

※トレド大学スタッツ
※Bリーグスタッツ